# Veřejná moc
Veřejná moc je moc, tedy schopnost autoritativně rozhodovat o právech a povinnostech jednotlivců i sociálních skupin bez ohledu na jejich vůli, která vyjadřuje veřejný zájem. Subjekt, o jehož právech nebo povinnostech je takto rozhodováno, přitom není v rovnoprávném postavení s orgánem veřejné moci a obsah rozhodnutí na jeho vůli nezávisí.
V rámci veřejné moci se rozlišuje:
- státní moc
- moc, kterou disponují nestátní veřejnoprávní korporace, jako jsou např. obce, kraje, profesní komory či vysoké školy

Výkon veřejné moci provádějí orgány té které instituce, která touto mocí disponuje, ale vždy pouze na základě a v mezích zákona (secundum et intra legem).